# Cratere Varma
Varma  è un cratere sulla superficie di Mercurio.